# Botola 2023/24
Die Botola 2023/24 war die 67. Saison der höchsten marokkanischen Spielklasse im Fußball. Organisiert wurde die Liga von der Fédération Royale Marocaine de Football. Die Saison startete am 25. August 2023 und endete am 14. Juni 2024. Es nahmen 16 Mannschaften an dem Wettbewerb teil. Titelverteidiger war FAR Rabat.

## Mannschaften
| Mannschaft                | Standort       | Stadion                      | Kapazität |
| ------------------------- | -------------- | ---------------------------- | --------- |
| FAR Rabat                 | Rabat          | Stade Moulay Abdallah        | 65.200    |
| CAY Berrechid             | Berrechid      | Stade Municipal de Berrechid | 5.000     |
| FUS de Rabat              | Rabat          | Stade Moulay Hassan          | 15.000    |
| Hassania d’Agadir         | Agadir         | Stade Adrar                  | 45.480    |
| IR Tanger                 | Tanger         | Grand Stade de Tanger        | 45.000    |
| Jeunesse Sportive Soualem | Soualem        | Stade Municipal de Berrechid | 5.000     |
| Maghreb Fez               | Fès            | Fès-Stadion                  | 45.000    |
| Maghreb Tétouan           | Tétouan        | Stade Saniat Rmel            | 15.000    |
| Mouloudia d’Oujda         | Oujda          | Stade d’Honneur              | 35.000    |
| Olympique Safi            | Safi           | Stade El Massira             | 15.000    |
| Raja Casablanca           | Casablanca     | Stade Mohammed V             | 55.000    |
| RCA Zemamra               | Khemis Zemamra | Stade Ahmed Choukri          | 1.000     |
| RS Berkane                | Berkane        | Stade Municipal de Berkane   | 14.000    |
| Chabab Mohammédia         | Mohammedia     | Stade El Bachir              | 10.000    |
| Union Touarga             | Rabat          | Stade Moulay Hassan          | 8.000     |
| Wydad Casablanca          | Casablanca     | Stade Mohammed V             | 55.000    |

## Abschlusstabelle
Stand: Saisonende 2023/24
| Pl. | Verein                    | Sp. | S  | U  | N  | Tore    | Diff. | Punkte |
| --- | ------------------------- | --- | -- | -- | -- | ------- | ----- | ------ |
| 1.  | Raja Casablanca           | 30  | 21 | 9  | 0  | 052:150 | +37   | 72     |
| 2.  | FAR Rabat (M)             | 30  | 22 | 5  | 3  | 065:220 | +43   | 71     |
| 3.  | RS Berkane                | 30  | 14 | 10 | 6  | 038:230 | +15   | 52     |
| 4.  | Union Touarga             | 30  | 12 | 8  | 10 | 036:330 | +3    | 44     |
| 5.  | Olympique Safi            | 30  | 11 | 11 | 8  | 029:260 | +3    | 44     |
| 6.  | Wydad Casablanca          | 30  | 12 | 8  | 10 | 031:270 | +4    | 44     |
| 7.  | FUS de Rabat              | 30  | 11 | 10 | 9  | 032:280 | +4    | 43     |
| 8.  | RCA Zemamra (N)           | 30  | 11 | 7  | 12 | 035:350 | ±0    | 40     |
| 9.  | Maghreb Tétouan           | 30  | 7  | 14 | 9  | 027:280 | −1    | 35     |
| 10. | Hassania d’Agadir         | 30  | 8  | 11 | 11 | 035:430 | −8    | 35     |
| 11. | Maghreb Fez               | 30  | 8  | 10 | 12 | 034:350 | −1    | 34     |
| 12. | IR Tanger                 | 30  | 7  | 12 | 11 | 029:380 | −9    | 33     |
| 13. | Jeunesse Sportive Soualem | 30  | 8  | 6  | 16 | 031:460 | −15   | 30     |
| 14. | Chabab Mohammédia         | 30  | 6  | 7  | 17 | 019:400 | −21   | 25     |
| 15. | Mouloudia d’Oujda         | 30  | 5  | 10 | 15 | 020:460 | −26   | 25     |
| 16. | CAY Berrechid (N)         | 30  | 4  | 8  | 18 | 021:490 | −28   | 20     |

| Zum Saisonende 2023/24: |
| Marokkanischen Meister und Teilnahme an der CAF Champions League Teilnahme an der CAF Champions League Teilnahme am CAF Confederation Cup Abstieg in die zweite Liga |

| Zum Saisonende 2022/23: |                                                             |
| (M)                     | Amtierender Meister: FAR Rabat                              |
| (N)                     | Aufsteiger aus der zweiten Liga: RCA Zemamra, CAY Berrechid |

## Torschützenliste
Saisonende 2023/24
| Platz | Spieler              | Mannschaft        | Tore |
| ----- | -------------------- | ----------------- | ---- |
| 1.    | Yousri Bouzok        | Raja Casablanca   | 14   |
| 2.    | Ismail Khafi         | IR Tanger         | 13   |
| 3.    | Mouhcine Bouriga     | Maghreb Fez       | 12   |
| 4.    | Abdou Badji          | Maghreb Tétouan   | 10   |
| 4.    | Sofian El Moudane    | Hassania d’Agadir | 10   |
| 4.    | Mohamed Rabie Hrimat | FAR Rabat         | 10   |
| 7.    | Hamid Ahadad         | FUS de Rabat      | 9    |
| 7.    | Tawfik Bentayeb      | Union Touarga     | 9    |
| 7.    | Lamine Diakite       | FAR Rabat         | 9    |
| 7.    | Youssef El Fahli     | RS Berkane        | 9    |
| 7.    | Younes Najjari       | Olympique Safi    | 9    |
| 7.    | Amine Zouhzouh       | FAR Rabat         | 9    |
| 13.   | El Mehdi Maouhoub    | Raja Casablanca   | 8    |